# Melanostigma bathium
Melanostigma bathium és una espècie de peix de la família dels zoàrcids i de l'ordre dels perciformes.

## Morfologia
- Els mascles poden assolir 11,4 cm de longitud total.[4]

## Hàbitat
És un peix marí i d'aigües profundes que viu entre 370-2.635 m de fondària.

## Distribució geogràfica
Es troba des de les Illes Galápagos fins al sud de Xile i la Península Antàrtica.

## Observacions
És inofensiu per als humans.